# Danh sách vua Týros
Danh sách vua Týros, một thành phố Phoenicia cổ xưa nay là Liban bắt nguồn từ Josephus, Against Apion i. 18, 21 và bộ sách Antiquities of the Jews viii. 5.3; 13.2. Danh sách của ông dựa trên sử liệu bị mất do Menander xứ Ephesus, người được Josephus khẳng định là đã lấy thông tin của mình từ biên niên sử của chính thành bang Týros.

## Các vua Týros cổ xưa dựa trên thần thoại Hy Lạp
| Agenor             | khoảng 1500 TCN | Con trai của Poseidon hay của Belus |
| Phoenix            |                 | Tên của ông được lấy đặt cho người Phoenicia. |
| Eri-Aku (Herakles) | khoảng 1400 TCN | Eri Aku có thể là hình mẫu cho các nhân vật như Heracles trong Thần thoại Hy Lạp, vua Arioch xứ Ellaser trong Kinh Thánh và vua Erichthonius thành Troy và Pontus của Homer. |

## Các vua Thời đại đồ đồng hậu kỳ
| Abi-Milku                       | khoảng 1350–1335 TCN | Thị trưởng/Vua thành Týros trong suốt thời kỳ tương ứng những bức thư Amarna (1350–1335 TCN) |
| Aribas                          | khoảng 1230 TCN      |                                                                                              |
| Baal-Termeg (hoặc Baalat-Remeg) | khoảng 1220 TCN      |                                                                                              |
| Baal                            | khoảng 1193 TCN      |                                                                                              |
| Pummay                          | khoảng 1163-1125 TCN |                                                                                              |

## Các triều vua Sidon (đóng đô ở Týros), 990–785 TCN
Niên đại dành cho việc dựng lại bản danh sách vua Týros từ Hiram I đến Pygmalion được lập ở ba nơi do ba nguồn tư liệu độc lập: một bản Kinh Thánh đồng bộ (Sự trợ giúp của Hiram dành cho Solomon trong việc xây dựng Đền thờ, từ năm 967 TCN trở đi), một thư tịch Assyria (ghi lại việc cống nạp của Baal-Eser II/Balazeros II cho Shalmaneser III vào năm 841 TCN), và một nhà sử học La Mã (Pompeius Trogus đã đặt sự thành lập của Carthage hay chuến đi của Dido rời khỏi người anh Pygmalion trong năm thứ bảy sau này của triều đại, tức là năm 825 TCN, 72 năm trước khi thành lập thành Roma).
| Abibaal                                     | 993–981 TCN   | Niên đại bắt đầu của ông chỉ là phỏng đoán.                                 |
| Hiram I                                     | 980 – 947 TCN | Cùng thời với vua David và Solomon                                          |
| Baal-Eser I (Balazeros I, Ba‘l-mazzer I)    | 946-930 TCN   |                                                                             |
| Abdastartus (‘Abd-‘Astart)                  | 929-921 TCN   |                                                                             |
| Astartus (‘Ashtart)                         | 920-901 TCN   | Giết chết người tiền nhiệm. Người đầu tiên trong 4 anh em nắm quyền trị vì. |
| Deleastartus (Dalay-‘Ashtart)               | 900-889 TCN   |                                                                             |
| Astarymus (‘Ashtar-rom)                     | 888-880 TCN   |                                                                             |
| Phelles (Pilles)                            | 879 TCN       | Người cuối cùng trong 4 anh em                                              |
| Ithobaal I (Ethbaal I)                      | 878-847 TCN   | Giết chết người tiền nhiệm. Cha của Jezebel trong Kinh Thánh.               |
| Baal-Eser II (Balazeros II, Ba‘l-mazzer II) | 846-841 TCN   | Nộp cống cho Shalmaneser III vào năm 841 TCN                                |
| Mattan I                                    | 840-832 TCN   | Cha của Pygmalion và Dido                                                   |
| Pygmalion (Pummay)                          | 831-785 TCN   | Dido trốn khỏi tay Pygmalion và lập nên Carthage dưới thời ông trị vì.      |

## Thời kỳ Assyria thống trị: thế kỷ 8 và 7 TCN
Đế quốc Tân Assyria đã thiết lập quyền kiểm soát đối với khu vực và cai trị thông qua các chư hầu có tên trong thư tịch Assyria.
| Ithobaal II (Tuba‘il) | 750–739 TCN | Cái tên chỉ tìm thấy trên Bia khắc Iran của Tiglath-Pileser III. Về việc nộp cống cho Tiglath-Pileser III. |
| Hiram II              | 739–730 TCN | Còn phải nộp cống cho Tiglath-Pileser III                                                                  |
| Mattan II             | 730–729 TCN | |
| Elulaios (Luli)       | 729–694 TCN | |
| Abd Melqart           | 694–680 TCN | |
| Baal I                | 680–660 TCN | |

## Thời kỳ hậu Assyria
Týros đã giành được độc lập với sự sụp đổ của Assyria, mặc dù Ai Cập vẫn còn nắm quyền kiểm soát Týros trong một số thời kỳ sau đó. Cuối cùng Týros lại rơi vào sự thống trị của Đế quốc Tân Babylon.
| mất tích                   | -592 TCN    | |
| Ithobaal III (Ethbaal III) | 591–573 TCN | Đây là nhà vua được nhắc đến trong Ezekiel 28:2 vào lúc Jerusalem thất thủ. Carthage trở thành một nước độc lập của Týros vào năm 574 TCN. |

## Thời kỳ Babylon 573–539 TCN
| Baal II   | 573–564 TCN |
| Yakinbaal | 564 TCN     |

### Shoftim thành Týros
Vào những năm 560 nền quân chủ bị lật đổ và một chính phủ đầu xỏ được thiết lập, đứng đầu bởi một "tổng trấn" hay shoftim (Carthage). Chế độ quân chủ được khôi phục với sự lên ngôi của Hiram III.
| Chelbes                    | 564–563 TCN |
| Abbar                      | 563–562 TCN |
| Mattan III và Ger Ashthari | 562–556 TCN |
| Baal-Eser III              | 556–555 TCN |
| Hiram III                  | 551–532 TCN |

## Thời kỳ Đế quốc Ba Tư 539–411 TCN
- Mattan IV xuất hiện khoảng 490-480 TCN
- Boulomenus xuất hiện khoảng 450 TCN
- Abdemon khoảng 420–411 TCN.[2] Ông còn cai trị Salamis, ở đảo Síp.

## Thời kỳ Cypriot Salamis 411–374 TCN
- Evagoras xứ Salamis, Cyprus. Ông đã có công thống nhất đảo Síp dưới thời mình và giành được độc lập từ Đế quốc Ba Tư.

## Thời kỳ Đế quốc Ba Tư 374–332 TCN
- Eugoras khoảng những năm 340 TCN
- Azemilcus khoảng 340–332 TCN. Ông là vị vua trong cuộc bao vây của Alexandros Đại đế.
- Abd-olunim 332 TCN - ?

## Thời kỳ Hy Lạp hóa và Đế quốc La Mã
Sau khi Alexandros Đại đế chinh phục Týros vào năm 332 TCN, thành phố lần lượt nằm dưới quyền kiểm soát của nhà Seleukos (Syria thuộc Hy Lạp) và Ptolemaios (Ai Cập thuộc Hy Lạp). Phoenicia về sau nằm dưới sự thống trị của Cộng hòa La Mã vào thế kỷ 1 trước Công nguyên.
- Marion (khoảng 42 TCN) là bạo chúa La Mã của Týros.

## Trung Cổ và sau đó
Týros bị nhà Rashidun xâm chiếm vào thế kỷ 7. Thập tự quân chiếm lại Týros, rồi sau trở thành thủ đô của Vương quốc Jerusalem cho đến khi vương quốc này thất thủ vào năm 1291. Týros sau đó lại trở thành một phần của đế quốc kế bên (Đế quốc Ottoman, Mameluke), và cuối cùng là thuộc địa của Pháp và của nước Liban độc lập trong thế kỷ 20.